# Chartreuse de Moulins
La chartreuse Saint-Joseph était un ancien monastère de Chartreux à Moulins dans l'Allier.

## Histoire
La chartreuse de Bonnefoy ayant été pillée par les Protestants, les Chartreux désirent la transférer en un lieu moins exposé. Les magistrats de Moulins demandent en 1622 que le transfert se fasse dans leur ville. Le prince Henri de Bourbon, prince de Condé, ratifie la fondation, accepte le titre de fondateur et offre le terrain au bout du faubourg de Chaveau, ancien fief de la Maison de Bourbon, pour la somme de 7.359 livres  et 10 sols; Henri de Bourbon en paye 5.000 livres à titre de don aux chartreux et fait accorder par les échevins de Moulins d'avantageux privilèges aux chartreux. L'acte d'acquisition et de fondation est approuvé par Bruno d'Affringues, général des chartreux, le 26 novembre 1623, et reçoit l'agrément du roi.
La pose de la première pierre a lieu en 1625, mais l’évêque de Viviers, Louis de La Baume de Suze, s’oppose au transfert de la communauté de Bonnefoy. Moulins est donc une nouvelle maison, qui est incorporée à l'ordre en 1629. Les bâtiments sont commencés magnifiquement selon les désirs du prince ; on les termine comme on peut, les ressources étant devenues modestes du fait du maintien de Bonnefoy, chargée en outre de la fondation du Puy.
Une longue correspondance et une procédure d'opposition, soit de la part de l'évêque de Viviers, soit des fondateurs ou de leurs ayants droit, suivent l'établissement à Moulins d'un groupe de chartreux essaimés de Bonnefoy. Ces difficultés ne seront enfin réglées que par les lettres patentes données à Versailles par Louis XIV en octobre 1676. Ces lettres décident que les chartreux de Bonnefoy et de Moulins auraient une existence distincte, ne confondraient pas leurs fondations, mais que la maison de Bonnefoy servirait une pension de 3 000 livres à celle de Moulins, en faveur du Chapitre général. Le roi étend à la Chartreuse de Moulins le droit de franc-salé dont jouit celle de Bonnefoy sur le grenier du Pont-St-Esprit. En octobre 1676, un groupe de chartreux de Bonnefoy s'établit à Moulins.
En 1740, les chartreux, en faisant creuser un puits dans l'enclos de la chartreuse, trouvent un filon de mines de plomb, qui promet d'être riche, mais gardent le secret, ne voulant pas l'exploiter, ni que d'autres y touchent,.
Le 13 février 1790, l'assemblée constituante prononce l'abolition des vœux monastiques et la suppression des congrégations religieuses. La communauté se disperse en décembre 1790.
Le couvent et son église sont détruits en 1793.
Une ordonnance royale du 13 juillet 1825, autorise le préfet de l'Allier à acquérir, au nom du département, l'emplacement de l'ancien couvent des chartreux de Moulins, sur lequel sont élevées les constructions destinées à recevoir le séminaire diocésain qui ouvre en 1826.

## Moines notables

### Prieurs
- 1630 : François de Lingendes, profès et prieur de Bonnefoy,  de Glandier (1628 - 1630)[7].

- 1780-1785 : Christophe Gerle (1736-1801), né à Riom, profès de Port-Sainte-Marie, vicaire en 1767, puis prieur de Vauclaire en 1768, de Moulins en 1780, convisiteur d’Aquitaine en 1781, visiteur en 1785, prieur du Val-Dieu[8] la même année et, en 1788, de Port-Sainte-Marie, Élu député à la constituante, il est l'un des organisateurs de l’Église constitutionnelle. Il verse dans l’illuminisme, se défroque, est arrêté pendant la Terreur, se marie et meurt à Paris en 1801.

- 1785-1790 : Paul Deschères, né à Angers, 1734; profès d'Auray, procureur d'Orléans; prieur de Bellary (1778-1781), du Liget, 1781; de Moulins, 3 décembre 1785. Sorti en décembre 1790, il se retire à la Chartreuse Notre-Dame de Miraflorès, en Espagne[9], dernier prieur.

### Autres
- Polycarpe de la Rivière (†1638), né dans une famille noble du Velay à Tence vers 1586, d’abord attaché à la maison de la reine Marguerite de Navarre, il fait profession à la Grande Chartreuse le 1er mars 1609, âgé de 23 ans. Procureur à Lyon en 1616, prieur de Sainte-Croix-en-Jarez en 1618, de Bordeaux en 1627, de Bonpas en 1631 et visiteur de Provence, il est déposé à sa demande en 1638. On lui permet de se retirer pour se soigner dans la chartreuse Saint-Joseph où il passe dix mois et disparaît au cours d’un voyage au Mont Dore[10].
- François Descherres, refuse le serment constitutionnel, embarqué à Nantes sur la frégate Le Didon et débarqué à Santander le 17 octobre 1792[11].

## Patrimoine culturel
- Saint Joseph adorant l'enfant Jésus ou Adoration des bergers, tableau de Pierre Parrocel de 1694, aujourd'hui dans la  cathédrale Notre-Dame-de-l'Annonciation[12],[13].

- Vierge, restaurée au XVIe siècle à l'aide de toiles peintes imitant des damas, conservée au Musée départemental de Moulins[14],[15].

## Patrimoine foncier
La chartreuse possédait le domaine Vernay à Aubigny, le fief de Plaisance à Saint-Bonnet. Les chartreux exploitaient une mine d'antimoine à Bresnay.